# Opencast
Opencast (anteriormente conocido como Opencast Matterhorn) es un software libre y de código abierto para la captura, procesamiento, gestión y distribución automatizada de vídeo. Opencast está desarrollado por una comunidad de usuarios en colaboración con universidades y organizaciones líderes en todo el mundo. [cita requerida]
Por un lado, el término se utiliza en relación con la Opencast Community , una comunidad mundial de instituciones predominantemente académicas y personas implicadas en la producción, gestión y distribución de material de audio y vídeo. Por otro lado, "Opencast" se refiere al software de código abierto para la gestión de contenidos de audio y vídeo, especialmente para la grabación y distribución de cursos.

## Significado del nombre
Opencast es un término para describir el contenido de audio y vídeo, principalmente en un contexto académico. Combina los términos "Open" para Open Source y Open Access y "Broadcast". El término ha sido acuñado en el contexto de la comunidad Opencast y el proyecto Opencast. [cita requerida]

## Historia
La comunidad Opencast fue iniciada por la Universidad de California, Berkeley, en 2007 para coordinar a las instituciones académicas, individuos y compañías interesadas en la producción, administración y distribución de video académico.
El proyecto de software Opencast, llamado entonces Opencast Matterhorn, surge de la comunidad en 2009 a través de la cooperación de 13 instituciones de América del Norte y Europa para construir un software libre y de código abierto para producir, administrar y distribuir contenido académico de audio y video, con un enfoque en las grabaciones de conferencias. El proyecto recibió financiación de la Fundación Hewlett y de la Fundación Andrew W. Mellon. Opencast Matterhorn 1.0 fue lanzado en 2010.
Al final del período de financiación de un año, la comunidad y el proyecto se establecieron como una iniciativa de código abierto, impulsada por las diversas partes interesadas (instituciones académicas, socios comerciales).
Coincidiendo con el lanzamiento de la versión 2.0 en el verano de 2015, "Opencast Matterhorn" fue rebautizado como "Opencast" para denotar el final del proyecto (Matterhorn) y su transformación en un producto de código abierto.
Un año después, Opencast se incorporó a la Fundación Apereo. La Fundación es una organización sin ánimo de lucro que fomenta el uso y desarrollo de software libre y de código abierto en la educación superior y sirve como entidad legal para una serie de proyectos de código abierto.

## Versiones
Opencast sigue un ciclo de publicación basado en el tiempo, publicando dos versiones principales al año y varias versiones de mantenimiento y corrección de errores menores, entre ellas. Las dos versiones principales se publican generalmente cada año, una en junio y otra en diciembre, con un calendario detallado que se decide generalmente medio año antes de la publicación.
Desde la versión 3.0 (publicada el 14 de junio de 2017) Opencast utiliza un esquema de versión tipo mayor menor, indicando la versión mayor y el nivel de corrección de errores. Las versiones se mantienen activamente durante un año -las dos últimas versiones principales- aunque versiones específicas pueden obtener soporte a largo plazo de la comunidad.